# Norrbotten

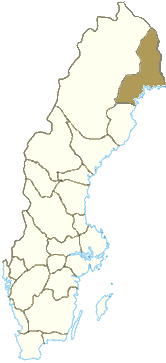
Poloha provincie Norbotten na mapě Švédska.

Norrbotten (znamenající Severní dno) je švédská provincie (landskap) v nejsevernější části Švédska. Hraničí na jihu s provincií Västerbotten, na západě se švédským Laponskem a na východě s Finskem.

## Správa
Tradiční švédské provincie neslouží žádnému administrativnímu nebo politickému účelu, ale jsou historickými a kulturními jednotkami. V tomto případě jsou ale kraje starší než provincie. Když byla nakreslena státní hranice s ruským Finským velkoknížectvím, provincie Västerbotten se rozdělila na dvě a zformovala obce Kolari, Muonio, Pello, Tornio a Ylitornio. Nejsevernější ze švédských krajů byly vytvořeny v roce 1810 ze severních částí Laponska a Västerbottenu. Poté se severní Västerbotten postupně oddělil a sám utvořil provincii.

## Znak
Protože Norrbotten nebyl starou švédskou provincií, nebyl mu přidělen znak stejným způsobem jako jiným provinciím. Až v roce 1995 po desetiletích sporů získal Norrbotten svůj znak a tím je považován za „skutečnou“ provincii.

## Historie
Ve středověku byl Norrbotten zemí nikoho. Oblast byla řídce osídlená Sámy, kteří se živili lovem, rybařením a chovem sobů. Od středověku se postupně pokoušeli švédští králové tvrdě kolonizovat a pokřesťaňovat území. Až do 16. století kontrolovali obchod a dokonce daně na tomto území osadníci z Finska, z nichž nejvýznačnějšími byli Birkarlové. Od poloviny 16. století bylo území pevněji připojeno ke Švédsku. I dnes žijí v Norrbottenu menšiny Finů a Sámů, kteří si zachovali vlastní jazyk a kulturu.
Historicky byl Västerbotten označením pro severní Švédsko, spolu s oblastmi Laponska.
Kulturní identifikace ve Švédsku je v úzkém vztahu s historickými provinciemi a lidé v Norrbottenu žijí v tomto smyslu v Severním Västerbottenu, nebo v Norra Västerbottenu. Aby nedošlo k spletení s lidmi z Jižního Västerbottenu (pobřežní území kraje Västerbotten), začali sami sebe označovat podle kraje spíše než podle historické provincie.
Norbotten se stal postupně synonymem pro území, kterému se dříve říkalo severní Västerbotten. Začal se vyvíjet jako oddělená provincie. Během 20. století získal všechny symboly (zvířata, květiny, atd.), které patří i dalším švédským provinciím. Ale stále existoval určitý odpor k tomu, považovat Norrbotten za provincii.
V roce 1995 po desetiletích debat získal Norbotten znak a tím byl konečně uznán za jednu ze švédských provincií.
Znak symbolizuje čtyři velké řeky v Norrbottenu, které se vlévají do Botnického zálivu: Torne, Kalix, Lule a Pite.

## Obyvatelstvo
V roce 2004 měla provincie 194 376 obyvatel žijících na území o rozloze 26 810 km2, což znamená hustotu osídlení 7,3/km2.

## Kultura
Norrbotten má kolem 8 000 starověkých pozůstatků. V provincii se mluví švédsky, finsky, jazyky Meänkieli a Sámštinou. Někteří lidé mluvící Meänkieli sami sebe považují za členy Kvenů, kteří na toto území přišli mnohem dříve než švédští osadníci.
Vesnice Gammelstad u Lulei byla zapsána na Seznam dědictví UNESCO.